# Marsveld

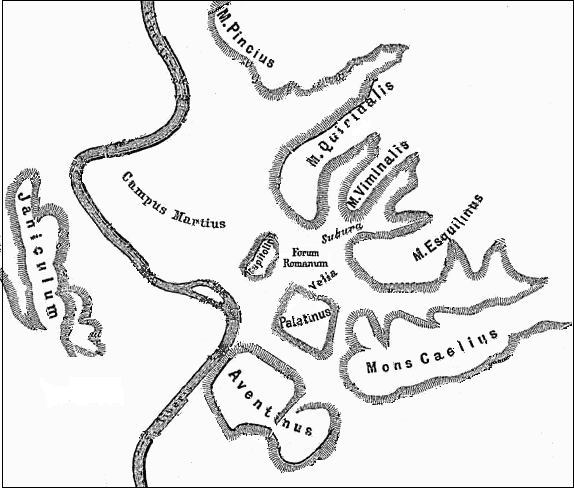
De omgeving van Rome voor de stichting van de stad

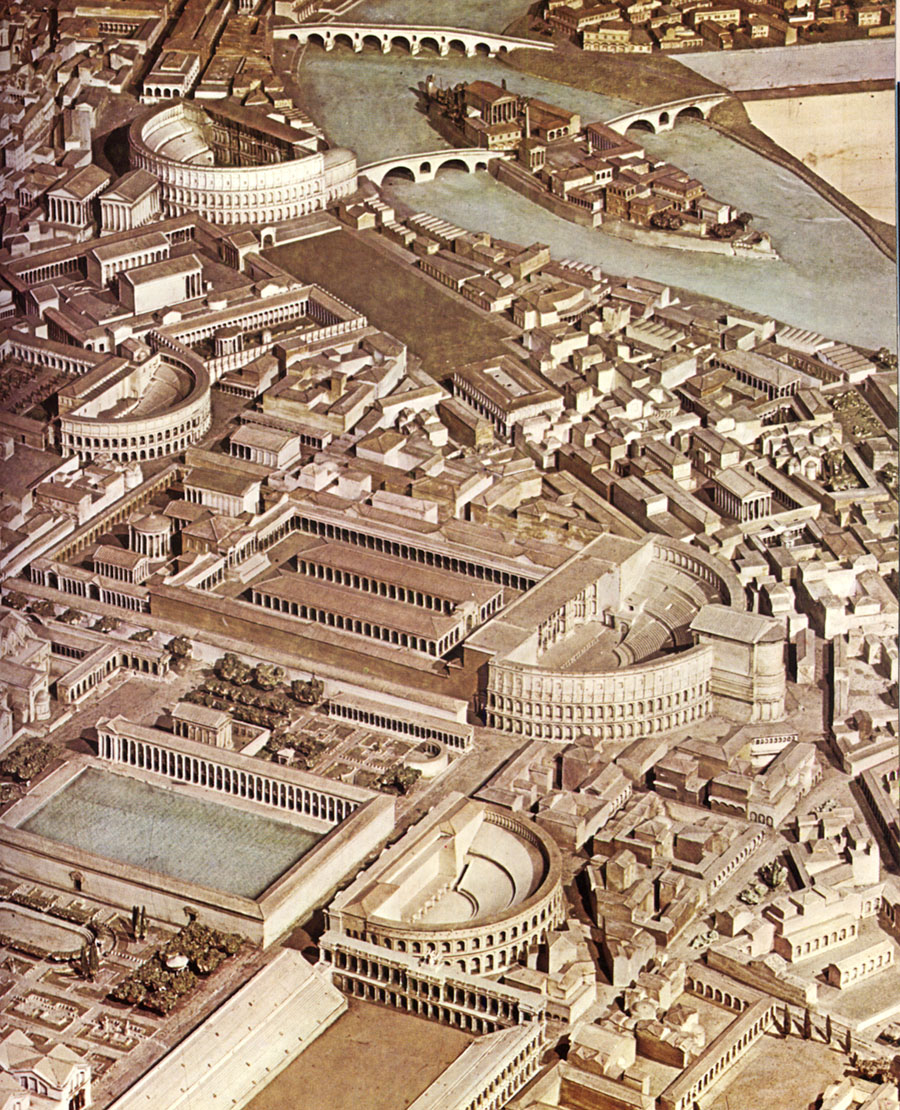
Model van deel van het Marsveld omstreeks 300 n.Chr.

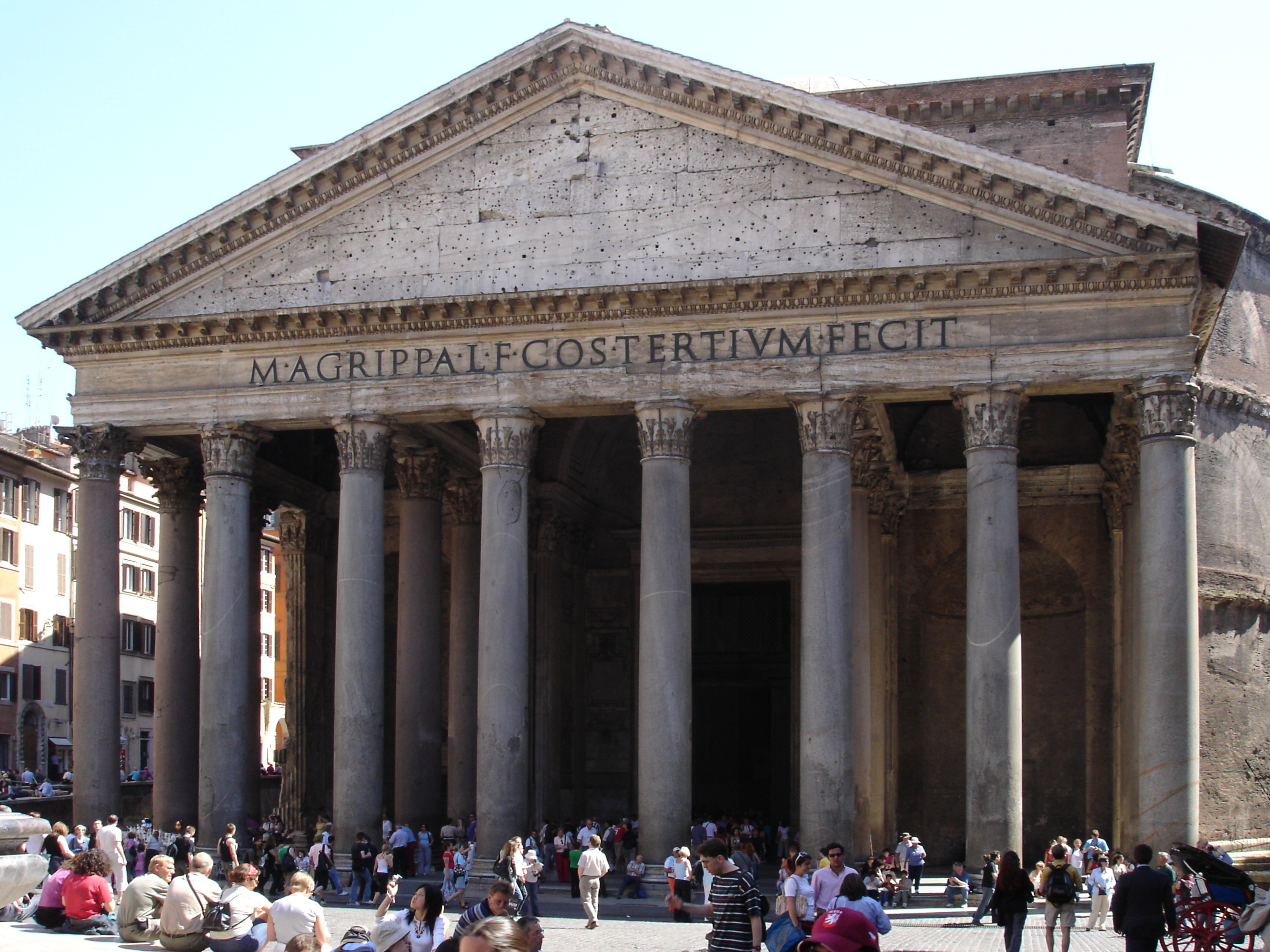
Het Pantheon

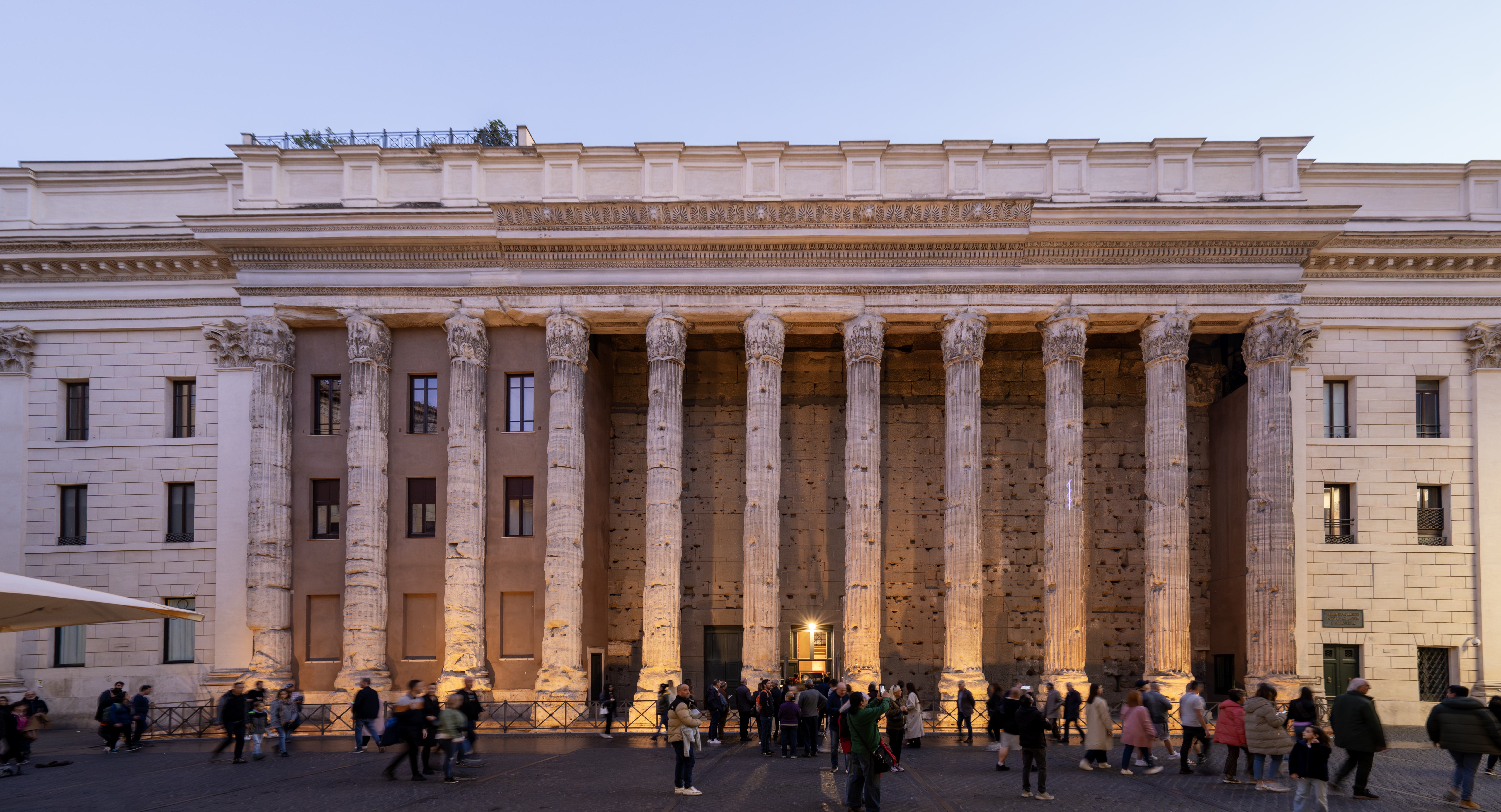
Tempel van Hadrianus

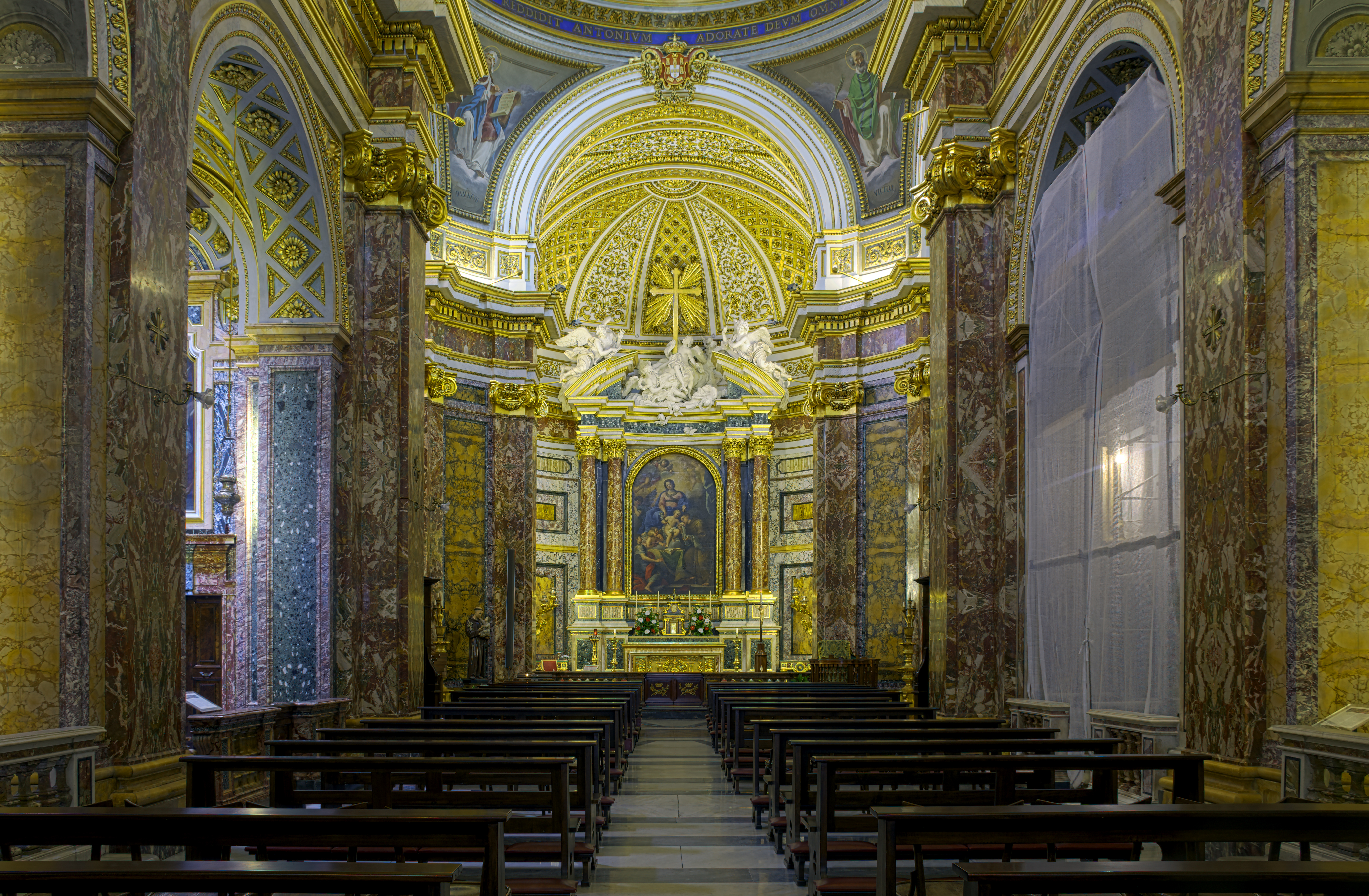
De kerk Sant'Antonio in Campo Marzio

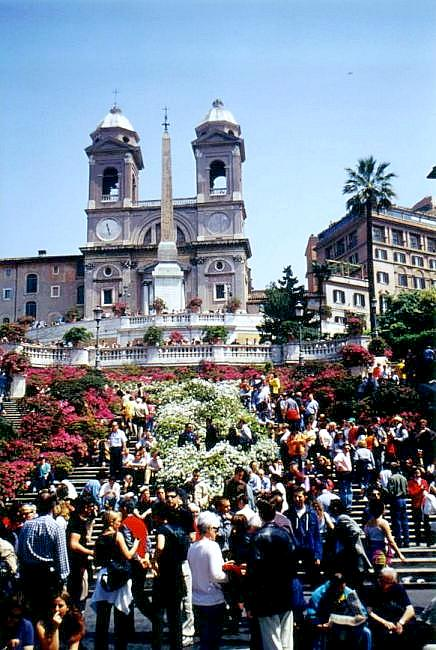
De beroemde Spaanse trappen

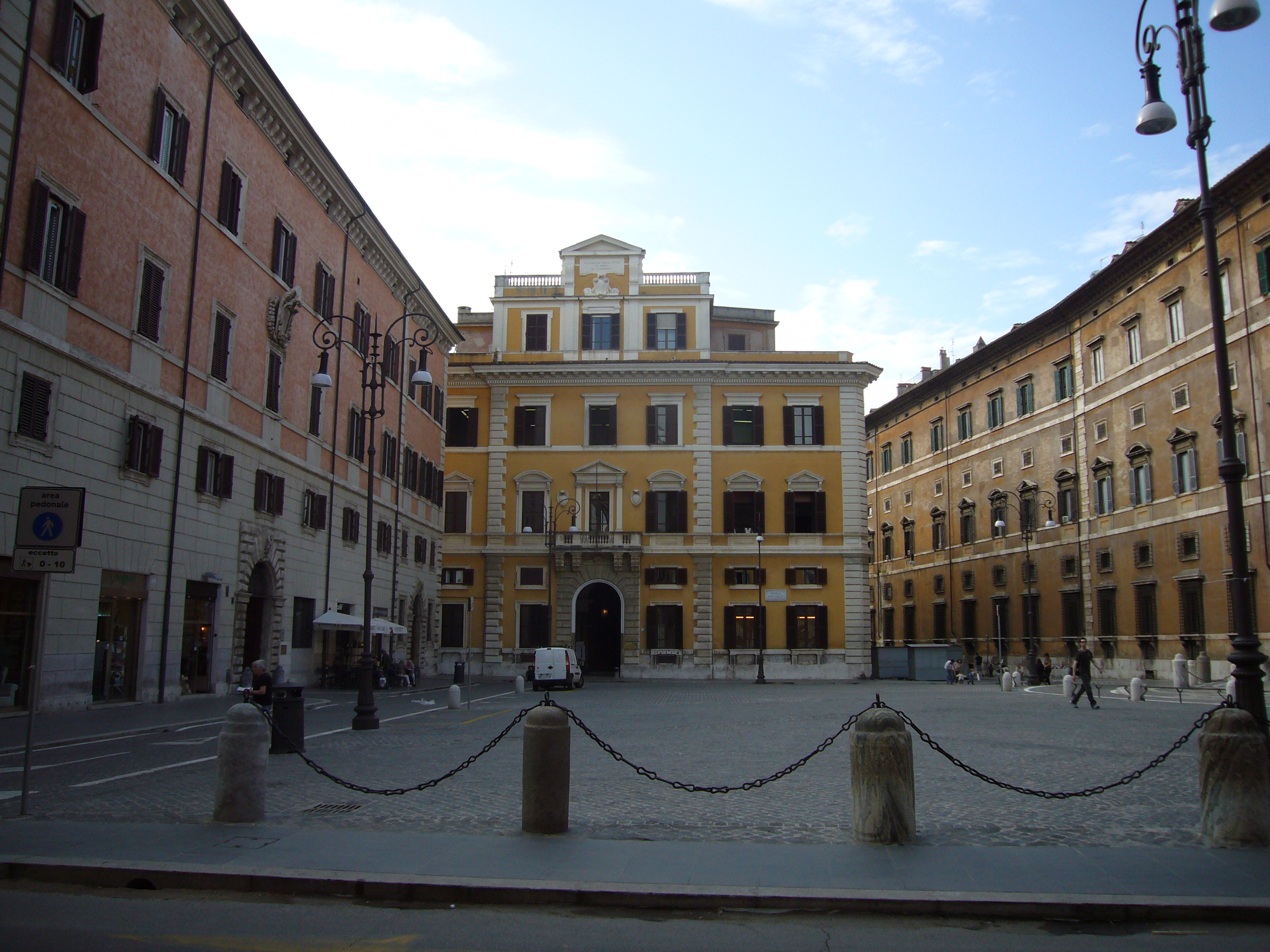
Piazza Borghese

De Campus Martius, in het Nederlands Marsveld, was oorspronkelijk een vlakte ten noorden van het oude Rome. Later werd het een belangrijke wijk (rione) en bouwden de Romeinen er vele tempels en openbare gebouwen.
Na de Romeinse tijd werd het de drukst bevolkte wijk van de stad.

## De Romeinse oudheid
Voor de stichting van Rome was het Marsveld een drassige vlakte, gelegen tussen de Tiber en de heuvels Pincius, Quirinalis en Capitolinus.

### Vroege geschiedenis
Volgens de overlevering behoorde de grond eerst toe aan de Romeinse koningen. De laatste koning, Tarquinius Superbus, had hier een graanveld. Na de verdrijving van de koningen en de stichting van de Romeinse Republiek werd het de eigendom van het volk, dat het toewijdde aan de oorlogsgod Mars.
In de eerste eeuwen van de Romeinse geschiedenis lag de Campus Martius nog buiten de stadsmuur en het Pomerium, de heilige grens van Rome, waarbinnen men geen wapens mocht dragen. Het gebied werd toen gebruikt als oefenterrein voor het Romeinse leger. Hier werden ook de legioenen gevormd en van hier uit begonnen ook de triomftochten.
De burgers van Rome hielden er koeien en schapen. In de comitia centuriata werd op het veld vergaderd en vond de verkiezingen van hoge magistraten plaats. De Campus Martius was ook een uitgelezen sportterrein voor de jeugd.

### De Republikeinse tijd
Toen de stedelijke agglomeratie zich in de volgende eeuwen uitbreidde, besloten de Romeinen het Marsveld te verkavelen en sindsdien werd hier meer en meer bijgebouwd. In 220 v.Chr. liet de censor Gaius Flaminius dwars door de vlakte de Via Flaminia aanleggen, en hij bouwde er het Circus Flaminius, een groot stadion voor publieke bijeenkomsten.
Het Marsveld was de plaats waar de van buitenlandse missies terugkerende legers bivakkeerden voordat zij in triomf de stad zelf in mochten binnentrekken. Ter ere van zijn overwinning liet een zegevierende generaal dan een tempel aan de god die hem bij hierbij had bijgestaan wijden. Vier van deze tempels uit de Republikeinse tijd zijn opgegraven aan de Largo di Torre Argentina.
Nadat er al diverse houten theaters waren geweest liet consul Pompeius Magnus in 55 v.Chr. op het Marsveld het eerste stenen theater van Rome bouwen. Tot die tijd werd een permanent theater als onzedelijk en ongewenst beschouwd door de magistraten, ondanks de grote populariteit van de voorstellingen. Om de senaat te omzeilen liet Pompeius in het theater een kleine tempel wijden aan Venus Victrix, en beschouwde de tribunes als trappen naar de tempel. Achter het theater liet Pompeius een groot complex bouwen, bestaande uit zuilengalerijen en een Curia waar de senaat soms vergaderde.
Dit is de plaats waar Julius Caesar op 15 maart in 44 v.Chr. op weg naar een vergadering werd vermoord.
Na de verovering van Egypte werd de Egyptische stijl en cultuur populair in Rome. Rond 43 v.Chr. verrees er zo een grote Egyptische tempel, die aan Isis en Serapis werd gewijd. De tempel had een binnenplein dat was versierd met palmbomen, papyrus en diverse obelisken en Egyptische beelden.

### De Keizertijd
Princeps Augustus liet Rome in 7 v.Chr. in 14 administratieve districten (regiones) opdelen. De Campus Martius maakte vanaf toen officieel deel uit van de stad, en werd verdeeld in de regiones VII "Via Lata", ten oosten van de Via Flaminia, en IX "Circus Flaminius" tussen deze weg en de Tiber.
Vanaf Augustus lieten de Romeinse keizers vele openbare gebouwen en tempels op de Campus Martius bijbouwen. Iedere keizer beschouwde het als zijn erezaak op het gebied een eigen stempel te drukken. De Campus Martius werd langzaam volgebouwd met tempels, theaters en openbare gebouwen.
Marcus Agrippa bouwde het eerste Pantheon en liet tussen 25 en 19 v.Chr. de eerste openbare thermen van Rome openen. Om dit badhuis van water te voorzien liet hij het Aqua Virgo aquaduct bouwen.
Augustus breidde de Campus Martius verder naar het noorden uit. Naast de Via Flaminia voltooide hij er de beroemde Ara Pacis, het Vredesaltaar, samen met een enorme zonnewijzer, het Horologium, van 110 bij 60 meter waarvoor een Egyptische obelisk als naald diende. Bij de oever van de Tiber liet hij een groot mausoleum bouwen, waar hij en zijn familieleden na hun dood zouden worden bijgezet. In korte tijd werden het Theater van Marcellus, het Theater van Balbus en het Amfitheater van Statilius Taurus geopend. Keizer Nero liet in 62 weer nieuwe thermen bouwen, vlak bij het Pantheon.
Na een grote brand die de hele wijk in 80 n.Chr. in de as legde, begon een nieuwe periode van bouwactiviteit. Domitianus liet er een tempel voor Minerva oprichten Hij bouwde ook een groot atletiekstadion samen met een odeum. Hadrianus liet in 125 het Pantheon herbouwen in de grote ronde tempel, die in deze vorm nog steeds bestaat. Antoninus Pius liet in 145 de Tempel voor de vergoddelijkte Hadrianus voor zijn voorganger bouwen. Hij werd zelf geëerd met een grote erezuil door zijn opvolger Marcus Aurelius. De zoon van Aurelius, Commodus, liet op zijn beurt voor zijn vader ook weer een erezuil oprichten. Dit is de Zuil van Marcus Aurelius, die nog steeds bestaat. In de eerste helft van de 3e eeuw liet Alexander Severus de thermen van Nero en het stadion van Domitianus nog restaureren. Hierna begon een lange periode van verval, bekend als de Crisis van de derde eeuw waarin niet of nauwelijks meer gebouwd werd.
Tussen 271 en 275 werd de Aureliaanse stadsmuur om Rome gebouwd. Hierdoor kwam de Campus Martius voor het eerst binnen de stadsgrenzen te liggen. De Via Flaminia was inmiddels de belangrijkste uitvalsweg naar het noorden geworden en verliet door de Porta Flaminia de stad. Deze poort markeerde toen de noordelijke grens van de Campus Martius en verdere uitbreiding van de stad bleef uit. Keizer Theodosius de Grote verklaarde in 380 het christendom tot staatsgodsdienst en vanaf die tijd werden de oude heidense tempels niet meer onderhouden. In hetzelfde jaar werd op het Marsveld door paus Damasus I de eerste christelijk kerk geopend, de San Lorenzo in Damaso.

## De middeleeuwen
Na de val van het West-Romeinse Rijk in 476 brak een periode van chaos aan. Diverse barbaarse stammen vielen Rome binnen en plunderden de stad. Zij sloopten ook de aquaducten zodat de Romeinen in de hoger gelegen delen van de stad zonder drinkwater kwamen te zitten. De stad raakte grotendeels ontvolkt en de resterende burgers trokken massaal naar de Campus Martius waar wel drinkwater uit de Tiber verkregen kon worden. Veel oude tempels en gebouwen werden afgebroken om ruimte te maken voor woningen, en als bouwmateriaal te dienen. De Campus Martius werd de drukst bevolkte wijk van de stad. In 609 schonk de Byzantijnse keizer Phocas, in naam nog steeds de heerser over de stad, het Pantheon aan de Paus. Deze liet de oude tempel ombouwen tot een kerk, waardoor dit bijzondere gebouw als enige Romeinse tempel in de wijk bewaard is gebleven. Rond de 11e eeuw was er van een duidelijk stadsbestuur geen sprake meer. De rijke families bevochten elkaar om de macht. Zij lieten de resterende Romeinse ruïnes ombouwen tot grote forten en verscholen zich daarin. Op deze wijze bleven het Theater van Marcellus, het Mausoleum van Augustus en de Tempel van Hadrianus gedeeltelijk bewaard.

## De renaissance en barok
De renaissance en barok betekende een periode van grote bloei voor Rome. De pausen lieten de beroemdste architecten en kunstenaars van die tijd naar Rome komen, om de stad een nieuw aanzien te geven. Wegen en pleinen werden opnieuw aangelegd en monumentale kerken gebouwd. De Campus Martius, inmiddels op zijn Italiaans Campo Marzio genaamd, was het echte centrum van de stad geworden. Deze periode van bouwlust betekende het einde van veel van de laatste Romeinse ruïnes in de wijk. Het stadion van Domitianus was langzaam geëvolueerd tot het grote Piazza Navona waar Bernini zijn beroemde Vierstromenfontein liet bouwen voor de kerk Sant'Agnese in Agone van Borromini.
De Piazza del Popolo werd ontworpen, waarbij ook de oude Porta Flaminia werd vervangen door de nieuwe Porta del Popolo naar een ontwerp van Michelangelo.
Bekende kerken uit deze tijd zijn de Il Gesù en de Sant`Ignazio.
De Via Flaminia werd binnen de stadsmuren omgedoopt in Via del Corso en hier werden eeuwenlang paardenraces gehouden rond het carnaval. Om redenen van hygiëne werden diverse oude Romeinse aquaducten hersteld, zodat de fonteinen weer schoon drinkwater konden geven. Zo wordt de beroemde Trevifontein nog steeds gevoed door de oude Aqua Virgo.
Toen de bevolking in deze jaren weer toenam, werd Rome weer een grote metropool met inwoners van allerlei nationaliteiten. Deze waren niet allemaal even geliefd, en in 1555 liet Paus Paulus IV een stuk van het zuidelijke deel van de Campo Marzio inrichten als getto voor de joden. Er werd een grote muur om heen gebouwd en de poorten gingen 's avonds op slot, zodat er niemand meer in of uit kon. Dit was vooral lastig als de Tiber weer eens overstroomde, want deze kon dan wel enkele meters boven het straatniveau reiken.

## De moderne tijd
Na de periode van de Renaissance en Barok veranderde er niet veel meer in de wijk. De bevolking nam langzaam af en er werden geen grote bouwprojecten meer ondernomen. Dit veranderde weer toen na de Italiaanse eenwording in 1870 Rome de hoofdstad van Italië werd. Er kwamen weer vele mensen in de wijk wonen waarvoor nieuwe huizen gebouwd werden. Er werden hoge muren aan de Tiberoevers gebouwd om te voorkomen dat deze nog kon overstromen. Dit is tot op heden effectief gebleken, maar hiervoor moest wel de oude schilderachtige Ripettahaven en vele gebouwen op de oevers worden afgebroken.
Benito Mussolini kwam met zijn fascistische partij in 1922 aan de macht en wilde het grote Romeinse Rijk doen herleven. Hij liet oude monumenten zoals de tempels van de Area Sacra del Largo Argentina, het Mausoleum van Augustus en de Ara Pacis weer opgraven en restaureren.
De Campo Marzio is nu met zijn vele pleinen, monumenten, kerken, winkels en uitgaansgelegenheden de meest toeristische wijk van de stad.

## Romeinse monumenten
- Theater van Pompeius
- Theater van Balbus
- Theater van Marcellus
- Circus Flaminius
- Porticus van Octavia
- Horologium van Augustus
- Mausoleum van Augustus
- Ara Pacis
- Amphitheatrum Statilii Tauri
- De vier tempels van de Area Sacra del Largo Argentina
- Stadion van Domitianus
- Odeum van Domitianus
- Pantheon
- Saepta Julia
- Thermen van Nero
- Thermen van Agrippa
- Tempel van Isis en Serapis
- Tempel van Sol Invictus
- Tempel van Hadrianus
- Zuil van Marcus Aurelius
- Zuil van Antoninus Pius

## Latere monumenten en kerken
- Il Gesù
- Sant'Ignazio
- Santa Maria del Popolo
- Porta del Popolo
- San Carlo ai Catinari
- Trevifontein
- Spaanse Trappen
- San Luigi dei Francesi

## Pleinen
- Piazza Navona
- Piazza del Popolo
- Piazza di Spagna
- Piazza della Rotonda
- Piazza Pietra
- Campo de' Fiori

## Trivia
- In de huidige rioni (wijk) indeling van Rome, is de naam van rione IV; Campo Marzio. Deze wijk beslaat echter maar een klein deel van de oorspronkelijke Campus Martius. De ander rioni op het Marsveld zijn; II Trevi, III Colonna, V Ponte, VI Parione, VII Regola, VIII Sant'Eustachio en IX Pigna.
- In navolging van Rome kregen later ook andere steden hun Marsveld zoals het Champ-de-Mars in Parijs, waar later de Eiffeltoren is gebouwd.